# Temni foton
Temni foton (tudi skriti, težki, para- ali ločeni foton) je domnevni osnovni delec iz domene skritega sektorja, predlagan kot nosilec sile, v podobnem smislu kot je foton nosilec sile v elektromagnetizmu, vendar verjetno povezan s temno snovjo.
V minimalnem scenariju je to novo silo mogoče uvesti z razširitvijo umeritvene grupe standardnega modela fizike delcev z novo abelovsko umeritveno simetrijo U(1). Ustrezni novi umeritveni bozon s spinom 1 (tj. temni foton) se lahko nato zelo šibko poveže z električno nabitimi delci prek kinetičnega mešanja z navadnim fotonom in ga je tako mogoče zaznati. Temni foton lahko medsebojno vpliva tudi na standardni model, če so nekateri fermioni nabiti pod novo abelovsko grupo. Možne ureditve nabojev so omejene z mnogimi doslednostnimi zahtevami, kot so preklic (kvantne) anomalije in omejitve, ki izhajajo iz Jukavovih matrik.

## Motivacija
Opazovanja gravitacijskih vplivov, ki jih ni mogoče pojasniti samo z vidno snovjo, kažejo na obstoj snovi, ki se ne povezuje ali se le zelo šibko povezuje z znanimi naravnimi silami. Ta temna snov prevladuje nad gostoto snovi v vesolju, vendar so se njeni delci (če sploh obstajajo) doslej izmikali neposrednemu in posrednemu odkrivanju. Glede na bogato interakcijsko strukturo dobro znanih delcev standardnega modela, ki sestavljajo le subdominantno komponento vesolja, je naravno razmišljati o podobno interaktivnem obnašanju delcev temnega sektorja. Temni fotoni so lahko del teh interakcij med delci temne snovi in zagotavljajo negravitacijsko okno (tako imenovani vektorski portal) v njihov obstoj s kinematičnim mešanjem s fotonom standardnega modela. Nadaljnja motivacija za iskanje temnih fotonov izhaja iz več opazovanih anomalij v astrofiziki (npr. v kozmičnih žarkih), ki bi lahko bile povezane z interakcijo temne snovi s temnim fotonom. Verjetno se najbolj zanimiva uporaba temnih fotonov pojavi pri razlagi neskladja med izmerjenim in izračunanim anomalnim magnetnim momentom miona. To neskladje običajno velja za vztrajen namig za fiziko onkraj standardnega modela in bi ga morali upoštevati splošni novi fizikalni modeli. Poleg vpliva na elektromagnetizem prek kinetičnega mešanja in možnih interakcij z delci temne snovi imajo lahko temni fotoni (če so masivni) tudi sami vlogo kandidata za temno snov. To je teoretično mogoče z mehanizmom neporavnanosti.

## Teorija
Dodajanje sektorja, ki vsebuje temne fotone, Lagrangeevi funkciji standardnega modela je mogoče narediti na preprost in minimalen način z uvedbo novega umeritvenega polja U(1). Posebnosti interakcije med tem novim poljem, morebitno novo vsebnostjo delcev (npr. Diracov fermion za temno snov) in delci standardnega modela so dejansko omejene le z ustvarjalnostjo teoretika in omejitvami, ki so že bile postavljene za nekatere vrste sklopitev. Verjetno najbolj priljubljen osnovni model vključuje eno samo novo zlomljeno umeritveno simetrijo U(1) in kinetično mešanje med ustreznim temnim fotonskim poljem {\displaystyle A^{\prime }\!\,} in polji hipernaboja standardnega modela. Ustrezni operator je {\displaystyle F_{\mu \nu }^{\prime }B^{\mu \nu }\!\,}, kjer je {\displaystyle F_{\mu \nu }^{\prime }\!\,} tenzor poljske jakosti temnega fotonskega polja, {\displaystyle B^{\mu \nu }\!\,} pa označuje tenzor poljske jakosti polj šibkega hipernaboja standardnega modela. Ta člen nastane naravno z zapisom vseh členov, ki jih dovoljuje umeritvena simetrija. Po zlomu elektrošibke simetrije in diagonalizaciji členov, ki vsebujejo tenzorje poljske jakosti (kinetičnih členov) z redefiniranjem polj, so ustrezni členi v Lagrangeevi funkciji enaki:
{\displaystyle {\mathcal {L}}\supset -{\frac {1}{4}}F^{\prime \mu \nu }F_{\mu \nu }^{\prime }+{\frac {1}{2}}m_{A^{\prime }}^{2}A^{\prime \mu }A_{\mu }^{\prime }+\epsilon eA^{\prime \mu }J_{\mu }^{\mathrm {EM} }\!\,,}
kjer je {\displaystyle m_{A^{\prime }}\!\,} masa temnega fotona (v tem primeru se lahko domneva, da ga ustvarja Higgsov ali Stueckelbergov mehanizem), {\displaystyle \epsilon \!\,} parameter, ki opisuje kinetično moč mešanja, {\displaystyle J_{\mu }^{\mathrm {EM} }} pa označuje elektromagnetni tok s svojo sklopitvijo {\displaystyle e\!\,}. Osnovna parametra tega modela sta tako masa temnega fotona in moč kinetičnega mešanja. Drugi modeli puščajo novo umeritveno simetrijo U(1) nezlomljeno, kar ima za posledico brezmasni temni foton, ki prenaša interakcijo na dolge razdalje. Brezmasni temni foton pa bo eksperimentalno težko razlikovati od fotona standardnega modela. Vključitev novih Diracovih fermionov kot delcev temne snovi v to teorijo ni zapletena in jo je mogoče doseči s preprostim dodajanjem Diracovih členov Lagrangeevi funkciji.

## Poskusi

### Neposredna pretvorba
Masivni kandidat za temne fotone z močjo kinetičnega mešanja {\displaystyle \epsilon \!\,} bi se lahko spontano pretvoril v foton standardnega modela. Votlina z resonančno frekvenco, naravnana z maso kandidata za temni foton {\displaystyle hf=m_{A^{\prime }}c^{2}\!\,}, se lahko uporabi za zajemanje nastalega fotona.
Ena od tehnik za zaznavanje prisotnosti signalnega fotona v votlini je ojačanje votlinskega polja s kvantno omejenim ojačevalnikom. Ta metoda prevladuje pri iskanju aksionske temne snovi. Z linearnim ojačanjem pa je težko premagati efektivni šum, ki ga nalaga standardna kvantna meja, in iskati kandidate za temne fotone, ki bi proizvedli povprečno populacijo votlin veliko manj kot 1 foton.
S štetjem števila fotonov v votlini je mogoče spodkopati kvantno mejo. To tehniko so dokazali raziskovalci na Univerzi v Chicagu v sodelovanju s Fermilabom. Poskus je izključil kandidate za temne fotone z maso približno 24,86 μeV in {\displaystyle \epsilon \geq 1,68\cdot 10^{-15}\!\,} z uporabo superprevodnega kubita naboja za večkratno merjenje istega fotona. To je omogočilo več kot 1000-krat večjo hitrost iskanja v primerjavi s konvencionalno tehniko linearnega ojačanja.
Poskus iskanja težkih fotonov (Eksperiment Heavy Photon Search (HPS)) v Jeffersonovem laboratoriju trči elektrone z več GeV v volframovo tarčno folijo. Ob predpostavki, da lahko v trkih nastanejo tudi temni fotoni, ki bi nato razpadli na pare pozitron-elektron, poskus išče presežek parov, ki bi izvirali iz razpada temnega fotona.